# Tsuzuki-Fureai-no-Oka (metropolitana di Yokohama)

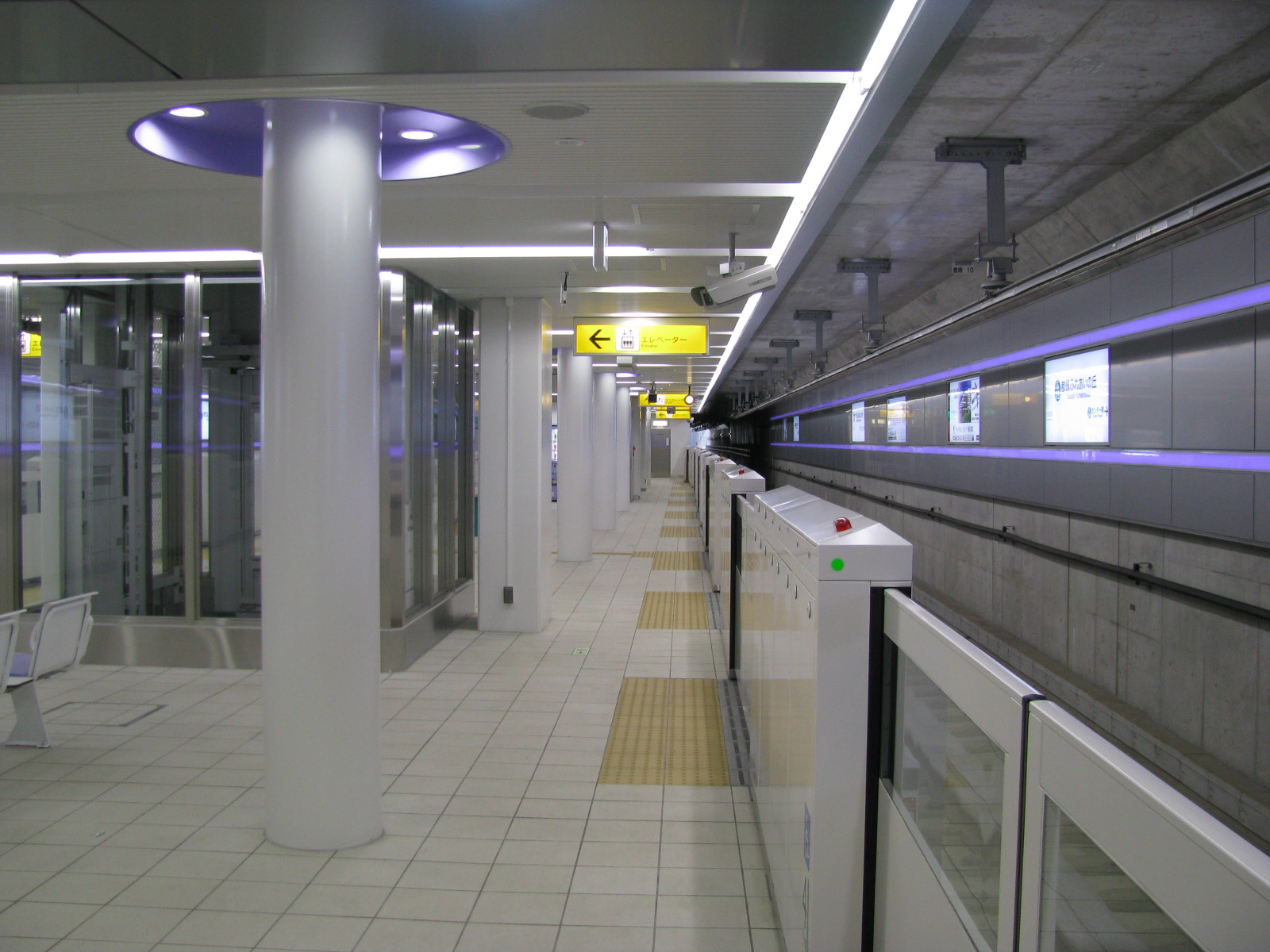
Vista delle banchine sotterranee

Tsuzuki-Fureai-no-Oka (都築ふれあいの岡駅?, Tsuzuki-Fureai-no-Oka-eki) è una stazione della metropolitana di Yokohama che si trova nel quartiere di Tsuzuki-ku a Yokohama.

## Linee
Metropolitana di Yokohama
 Linea verde (linea 4)

## Struttura
La stazione è realizzata sotto il livello del terreno, con i principali servizi e i tornelli d'accesso in un fabbricato situato in superficie.
| 1 | Linea verde |  | per Nakayama                |
| 2 | Linea verde |  | per Center-Minami e Hiyoshi |

## Stazioni adiacenti
| «           | Servizio    | »             |
| Linea verde | Linea verde | Linea verde   |
| ----------- | ----------- | ------------- |
| Kawawachō   | -           | Center-Minami |